# ديفيد أ. أدلر
ديفيد أ. أدلر (بالإنجليزية: David A. Adler)‏ هو كاتب وكاتب للأطفال أمريكي، ولد في 10 أبريل 1947 في نيويورك في الولايات المتحدة.